# Steeve Gustan
Steeve Gustan (sinh ngày 26 tháng 1 năm 1985 in Martinique) là một cầu thủ bóng đá người Martinique thi đấu cho CS Bélimois Lamentin của Martinique Promotion d'Honneur, ở cấp độ hai của hệ thống giải bóng đá Martinique.

## Sự nghiệp

### Câu lạc bộ
Gustan được ký hợp đồng bởi FC Girondins de Bordeaux của France's Ligue 1 năm 2004 và là một phần của đội dự bị.   Sau 2 mùa giải Bordeaux, Gustan trở lại Martinique để thi đấu cho Club Franciscain.  Sau 5 mùa giải với câu lạc bộ, Gustan ký hợp đồng cho CS Bélimois Lamentin, một câu lạc bộ Martinique khác, năm 2011.

### Quốc tế
Gustan ra mắt quốc tế vào ngày 9 tháng 6 năm 2008 trong trận giao hữu trước Guyane thuộc Pháp. Anh ghi bàn thắng quốc tế đầu tiên vào ngày 26 tháng 9 năm 2010 trước Nouvelle-Calédonie ở Coupe de l'Outre-Mer 2010.

### Bàn thắng quốc tế
Tỉ số và kết quả liệt kê bàn thắng của Martinique trước.
| 1                                          | 26 tháng 9 năm 2010  | Sân vận động Henri Longuet, Viry-Châtillon, Pháp         | Nouvelle-Calédonie        | 2–0 | 4–0  | 2010 Coupe de l'Outre-Mer         |
| 2                                          | 5 tháng 9 năm 2012   | Sân vận động Georges-Gratiant, Le Lamentin, Martinique   | Quần đảo Virgin thuộc Anh | 2–0 | 16–0 | Vòng loại Cúp bóng đá Caribe 2012 |
| 3                                          | 7 tháng 9 năm 2012   | Sân vận động Georges-Gratiant, Le Lamentin, Martinique   | Montserrat                | 2–0 | 5–0  | Vòng loại Cúp bóng đá Caribe 2012 |
| 4                                          | 24 tháng 9 năm 2012  | Complexe Sportif Léo Lagrange, Corbeil-Essonnes, Pháp    | Tahiti                    | 2–2 | 2–3  | Coupe de l’Outre-Mer 2012         |
| 5                                          | 15 tháng 11 năm 2012 | Sân vận động Michel Hidalgo, Saint-Gratien, Pháp         | Réunion                   | 2–1 | 2–2  | Coupe de l’Outre-Mer 2012         |
| 6                                          | 27 tháng 10 năm 2012 | Sân vận động René Serge Nabajoth, Les Abymes, Guadeloupe | Guadeloupe                | 2–1 | 3–3  | Vòng loại Cúp bóng đá Caribe 2012 |
| 7                                          | 27 tháng 10 năm 2012 | Sân vận động René Serge Nabajoth, Les Abymes, Guadeloupe | Guadeloupe                | 3–2 | 3–3  | Vòng loại Cúp bóng đá Caribe 2012 |
| Cập nhật gần đây nhất 29 tháng 10 năm 2012 |                      |                                                          |                           |     |      |                                   |